# Romina Uhrig
Romina Maricel Uhrig (San Martín, 27 de enero de 1988) es una profesora de educación física y expolítica argentina. Se desempeñó como diputada nacional por la provincia de Buenos Aires entre 2019 y 2021. En 2022 obtuvo reconocimiento público como participante del reality show Gran Hermano.

## Biografía
Nació en San Martín, el 27 de enero de 1988. Es profesora de Educación Física. Estuvo casada con Walter Festa, intendente del partido de Moreno desde 2015 hasta 2019, quien es padre de dos de sus hijas.

### Carrera política
Comenzó su carrera política en el municipio de Moreno, ocupando los cargos de subsecretaria de Relaciones Institucionales y, más tarde, secretaría de Desarrollo Productivo, durante la gestión de Walter Festa.
Con la asunción del diputado nacional Fernando Espinoza como intendente de La Matanza, le correspondía a Uhrig reemplazarlo, como integrante en el 15.º lugar de la lista de candidatos a diputados nacionales por la provincia de Buenos Aires de Unidad Ciudadana en 2017. Asumió en diciembre de 2019, para completar el mandato de Espinoza hasta diciembre de 2021. Durante su gestión, Uhrig no presentó ningún proyecto propio y fue designada secretaría de la Comisión de las Personas Mayores. En diciembre de 2020, Uhrig fue una de los tres diputados oficialistas que se abstuvo durante la votación del proyecto de Ley de Interrupción Voluntaria del Embarazo.
En 2021 fue primera precandidata a concejal de Moreno por Encuentro Vecinal en Acción, una agrupación kirchnerista presentada para disputar el voto peronista a la intendenta Mariel Fernández. La lista superó el piso de las primarias y en las elecciones de noviembre obtuvo el 1,95 % de los votos.
Ocupó un cargo en el Instituto de Previsión Social de la provincia de Buenos Aires, el cual dejó para ingresar a Gran Hermano.

### Gran Hermano
En 2022 fue seleccionada para participar en el reality show Gran Hermano, tras una postulación fallida cuando tenía 18 años. Uhrig fue la última eliminada de la edición y quedó en el cuarto lugar de la competencia. Su participación en el programa atrajo la atención de los medios nacionales.

## Controversias
Uhrig fue una de los 67 diputados nacionales del Frente de Todos que fue recibido en la Quinta presidencial de Olivos con motivo de un brindis de fin de año en 2020,

## Trayectoria profesional
| Año       | Título                           | Rol                   | Notas          |
| --------- | -------------------------------- | --------------------- | -------------- |
| 2022–2023 | Gran Hermano                     | Participante          | 20.ª eliminada |
| 2023      | MasterChef Argentina             | Ayudante de Silvana   | 1 programa     |
| 2023–2024 | Editando tele                    | Panelista             |                |
| 2023      | Bailando 2023                    | Participante          | 13.ª eliminada |
| 2023      | Bendita                          | Panelista invitada    |                |
| 2024      | Gran Hermano                     | Participante invitada | 6 días         |
| 2024      | Gran Hermano: La noche de los ex | Panelista             |                |
| 2024      | Gran Hermano: El Debate          | Panelista Invitada    |                |